# Tómbola de cuyes

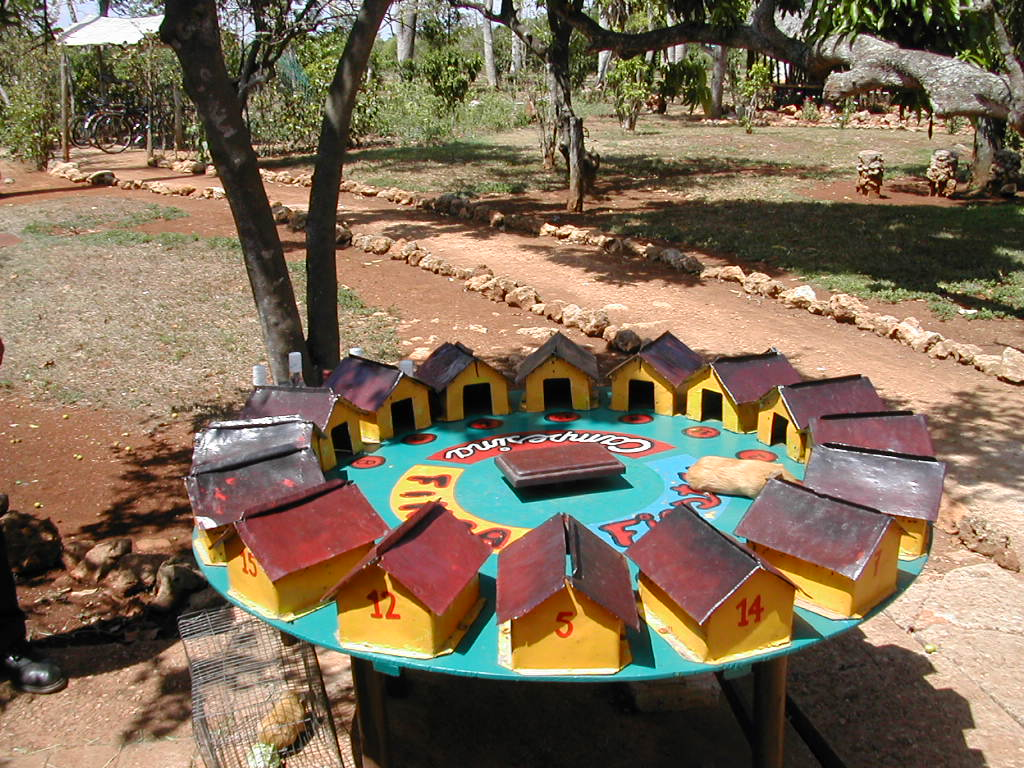
Escenario para el juego

La tómbola de cuyes o simplemente tómbola es un juego muy popular en ferias de Perú —y conocido en otros países de Sudamérica— en el cual, al igual que en una tómbola común, se venden papeles numerados. El sorteo se realiza soltando un cuy (o conejillo de Indias, Cavia porcellus) en medio de un círculo de cajas con abertura. Cuando el animalito está en el piso, éste se asusta y generalmente elige una de las cajas para esconderse. En caso contrario el público gritará, ya sea para asustar o atraer al cuy a alguna de las cajas, lo que normalmente se consigue en corto tiempo.

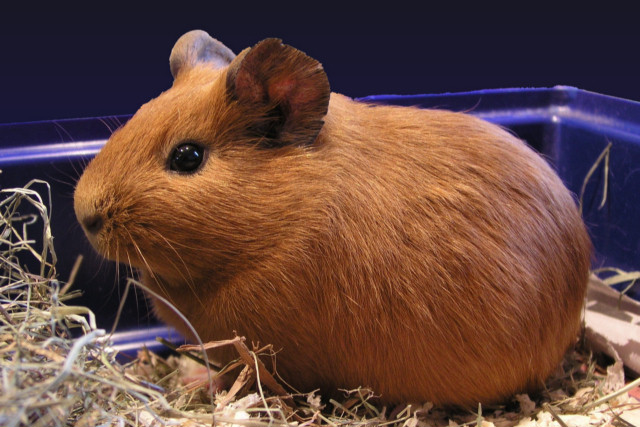
Cuy

La persona que previamente escogió el número de la caja seleccionada por el cuy gana el premio correspondiente.
La expresión popular peruana «estar más perdido que cuy en tómbola» deviene de este juego.